# 董亚春
董亚春（1960年3月—），中国大陆导演、摄影师。他曾凭借电影《冲出亚马逊》获第22届中国电影金鸡奖最佳摄影奖，凭借电影《惊涛骇浪》获第23届中国电影金鸡奖最佳摄影奖。